# 米屋こうじ
米屋 こうじ（米屋 浩二、よねや こうじ、1968年 - ）は、山形県天童市出身のフリーランスの写真家。日本写真家協会（JPS）会員。

## 経歴
東京工芸大学短期大学部卒業。広告写真家・安達洋次郎の助手、鉄道写真家・真島満秀のアシスタントを経て1993年よりフリーランスで活動する。
1994年よりアジア鉄道の旅を始め、インドシナ半島から東アジア諸国までの8か国を、特急や急行はなるべく使わずに、鈍行列車で各駅に停まりながら鉄道に乗り巡る。2003年、「I LOVE TRAIN アジア・レイル・ライフ」で富士フォトサロン新人賞受賞。

## 著書
2010年までの著作は漢字表記の「米屋浩二」名義。

### 単著
- 鉄道遺産シリーズ 木造駅舎の旅（2009年7月、INFASパブリケーションズ、ISBN 978-4900785861） - 写真・文
- I LOVE TRAIN アジア・レイル・ライフ（2013年3月、ころから、ISBN 978-4907239015）
- 鉄道一族三代記 国鉄マンを見て育った三代目はカメラマン（2015年2月、交通新聞社、ISBN 978-4330537153）
- あなたの知らない大阪「駅」の謎（2016年5月、洋泉社、ISBN 978-4800309242）
- ひとたびてつたび アジア・レイル・ライフ2（2017年6月、ころから、ISBN 978-4907239213）
- なぜ、上野駅に18番線がないのか? あなたの知らない東京「鉄道」の謎（2017年6月、洋泉社、ISBN 978-4800312587）
- 鉄道路線誕生秘話 ―日本列島に線路がどんどんできていた頃―（2020年4月、交通新聞社、ISBN 978-4330044200）
- 思いのままに記録する 旅する鉄道写真（2021年11月、天夢人、ISBN 978-4635823371）

### 共著
- 碓氷峠 ロクサン惜別の旋律（1997年7月、弘済出版社、ISBN 4330475979） - 斉木実とともに撮影・録音
- 山陰・山陽 ラストラン国鉄型車両（1998年8月、弘済出版社、ISBN 4330522985） - 斉木実とともに撮影・録音
- 残響 走り去った列車たち（1999年4月、弘済出版社、ISBN 4330550997） - 斉木実とともに撮影・録音
- Blue Train 夜汽車よ永遠に（1999年11月、弘済出版社、ISBN 4330566990） - 斉木実とともに撮影・録音
- 各駅停車でのんびり行こう ローカル線を旅する本（2001年6月、ベストセラーズ、ISBN 978-4584307168） - 斉木実との共著
- ニッポン鉄道遺産を旅する 記憶に残したい鉄道との対話（2005年11月、交通新聞社、ISBN 4330837056） - 斉木実との共著
- ゆったり鉄道の旅3 北関東（2006年3月、山と溪谷社、ISBN 4635012239） - 写真。文は松尾定行
- ニッポン鉄道遺産 列車に栓抜きがあった頃（2009年6月、交通新聞社、ISBN 978-4330075099） - 斉木実との共著
- 日本の鉄道遺産（2012年3月、JTBパブリッシング、ISBN 978-4533085949） - 斉木実との共著・写真
- Canon Lレンズ完全ガイドブック（2016年12月、技術評論社、ISBN 978-4774185880） - 井村淳、魚住誠一、合地清晃、河野鉄平、高須力、チャーリィ古庄、戸塚学、中西昭雄、並木隆、秦達夫、MOSH booksとの共著

## 関連人物
- 斉木実
- 栗原隆司
- 杉本聖一
- 宮脇俊三